# Степанов, Олег Сергеевич
Оле́г Серге́евич Степа́нов (10 декабря 1939 Москва, СССР — 27 февраля 2010, Москва, Россия) — советский дзюдоист и самбист, заслуженный мастер спорта СССР (1965), заслуженный тренер СССР. Бронзовый призёр Олимпиады-1964 в Токио по дзюдо (уступил в полуфинале будущему чемпиону японцу Такэхидэ Накатани), 6-кратный чемпион Европы, 8-кратный чемпион СССР по самбо.

## Биография
Родился в Москве, учился в 330-й средней школе. В 1954 году начал посещать спортивный клуб института физкультуры (ныне Школа самбо имени Евгения Чумакова (ФОК «СКИФ»).
В 1957 году стал чемпионом Москвы по самбо, в 1958 году вторым на чемпионате СССР, в 1959 году первый раз выиграл чемпионат СССР.
В 1962 году с началом развития дзюдо в СССР (борьба дзюдо была включена в программу Олимпийских игр), стал заниматься и этим видом спорта. В 1963 и 1964 годах становится чемпионом Европы по дзюдо в командном первенстве, также в 1963 году занял второе место на предолимпийском турнире в Москве и успешно выступил на матчевой предолимпийской встрече СССР — Япония в составе команды из четырёх советских спортсменов-самбистов — кроме Степанова в неё входили Владимир Панкратов (категория до 80 кг), Генрих Шульц и Дурмишхан Беруашвили (оба в категории свыше 80 кг).
Выступая на Летних Олимпийских играх 1964 года в Токио боролся в категории до 68 килограммов. В его категории боролись 24 спортсмена. Соревнования велись по круговой системе в группах и затем по олимпийской системе. Борцы были разделены на восемь групп по три человека в каждой. Победитель группы выходил в четвертьфинал, после чего соревнования велись с выбыванием после поражения.
В предварительных схватках Олег Степанов выиграл у Санг Юл Су (Корея) и Брайана Далтона (Австрия). В четвертьфинале победил Вон Ку Чанга (Тайбэй) и в полуфинале вышел на будущего олимпийского чемпиона Такэхидэ Накатани. Во время встречи 1963 года Накатани проиграл Степанову решением судей (хантэй). Однако в этой схватке Накатани дважды совершив броски, оцененные в вадза-ари, одержал чистую победу (вадза-ари вадза-ари авасэтэ иппон), и Олег Степанов получил бронзовую медаль олимпийских игр, а также занял третье место на чемпионате мира по дзюдо, поскольку соревнования были совмещены.
При этом в схватке с Накатани Олегу Степанову удалось провести бросок, который специально готовил к олимпиаде. При этом сам Накатани впоследствии вспоминал:
«Когда Степанов бросил меня на спину, то я думал — все, иппон! Надо будет делать харакири. Я открыл один глаз, и увидел, что судья не дает даже половину чистой победы! Как я был изумлён. Но тут же собрался и провел свой бросок».
В 1965 году впервые выиграл личный чемпионат Европы по дзюдо, при этом будучи вынужден сбросить вес, с тем чтобы войти в более низкую категорию. За два дня соревнований провел пятнадцать схваток и во всех одержал чистую победу. В том же году вновь взял бронзу на чемпионате мира, пропустив вперёд двух японцев. В 1966 году подтвердил успех в Европе, став обладателем золотых медалей как в личном, так и в командном первенстве. Последний раз успех на международных соревнованиях был в 1967 году: третье место в командном чемпионате Европы.
Одновременно с этим, выступал на чемпионатах СССР по самбо, всего за карьеру выиграв 8 чемпионатов и дважды став серебряным призёром. В шести чемпионатах СССР награждался специальным призом за лучшую технику.
Сам Олег Степанов определял свою борьбу так:
У меня стиль довольно-таки своеобразный. Я всегда был немножко повыше своих соперников, поэтому сковывал их захватами, и тем самым лишал маневренности, не давал им возможности применять «коронные» приёмы, заставлял ошибаться. 
Об Олеге Степанове написал в своей книге "Все о Самбо" подробную главу Гаткин Е.Я.
Завершил спортивную карьеру в 1968 году. Работал тренером по дзюдо в ЦСКА.
Похоронен на Красногорском кладбище.